# Silvio Cadotsch
Silvio Cadotsch (Zürich, 1985) is een Zwitserse trombonist in de jazz en geïmproviseerde muziek.

## Biografie
Cadotsch stamt uit een muzikaal gezin, zijn zuster Lucia is jazzzangeres. Hij studeerde tot 2009 aan de Musikhochschule Luzern, bij Nils Wogram en Adrian Mears. Hij werkte in de Zwitserse jazzscene met o.a. het Lucerne Jazz Orchestra (Don’t Walk Too Far), Bienne City Arkestra (Richie's Barnyard Featuring Richie Beirach, 2010), Zurich Jazz Orchestra en Miniatur Orchester (Pro Specie Rara). In 2007 richtte hij een eigen kwartet op, Odem, waarmee hij in 2009 zijn debuutalbum opnam. In de jaren 10 speelde hij met o.a. met Luca Sisera en in de groepen Gregor Frei Asmin Sextet, Der Grosse Bär (rond Roberto Domeniconi), in Ensemble Metanoia, Blue Bolero en in Notebook Large Ensemble. Tevens leidt hij een eigen project, One Tfu. Volgens discograaf Tom Lord speelde hij in de jazz tussen 2004 en 2014 mee op elf opnamesessies.

## Discografie (selectie)
- Odem (Unit, 2009), met Rafael Schilt, Fabian Gisler, Dominic Egli
- Asmin: Roots of a Weightless Soul (Unit, 2010), met Gregor Frei, Tobias Meier, Dave Gisler, Dominique Girod, Michael Stulz
- Luca Sisera Roofer: Prospect (Leo, 2014), met Michael Jaeger, Yves Theiler, Michael Stulz, Isa Wiss
- Frantz Loriot, Manuel Perovic, Notebook Large Ensemble: Urban Furrow (Clean Feed, 2015), met Deborah Walker, Silvan Jeger, Yuko Oshima, Dave Gisler, Joachim Badenhorst, Matthias Spillmann